# 木戸美歩
木戸 美歩（きど みほ）は、千葉県出身のモデル、女優。先駆舎所属。現存する日本のミス・コンテストで最も古い歴史を持つ「ミス日本」大会にて『ミス日本』受賞。山口 涼子の芸名での活動もしていた。

## 人物
本名の飯島美穂で第23回「ミス日本代表」「ミス水着」に選出をされる。その後モデルを経て女優デビュー。皇太子徳仁親王や秋篠宮文仁親王夫妻、首相を招いての品位ある舞台等での司会も務める。
趣味はウィンドー・ショッピング、映画観賞、ポケモンGO等。ポケモンGOのヘビートレーナー（TL50）。日々のポケ活を動画でも公開している、ユーチューバーでもある。
dog wearデザインと菓子作りも得意とする。

## 出演

### テレビ
- テレビ朝日 仮面ライダークウガ EPISODE 7 - 11・13・14・18 - 24 - メ・ガリマ・バ 役[注 1]
- テレビ朝日 愛しすぎなくてよかった
- テレビ朝日 土曜ワイド劇場
- TBSテレビ 愛の劇場 ママまっしぐら2
- 日本テレビ 火曜サスペンス劇場
  - 霞夕子 天使の心
  - 霞夕子 夏の記憶
- テレビ朝日 裏刑事・運命の銃口
- 朝日放送 部長刑事・アーバンポリス
- テレビ東京 女子大生が消えた
- テレビ東京 付き馬屋おえん事件帳
- チバテレビ 土曜の朝は二人でブランチ - レポーター
- 名古屋テレビ レンタル家族
- 中京テレビ 特番なれるか温泉美人三重の旅 - レポーター

### 舞台
- ファイティングミュージカル『魔界』お市役
- 『ミュージカル・リトルダーリン』（銀座博品館劇場）
- 『ミュージカル・リトルダーリン2』（俳優座劇場）
- 『アクトリーグ』（スタジオアルタ・フジテレビ）
- 民音公演『敦煌楽舞』（オーチャードホール 他）司会
- 民音公演『ソウル芸術』（中野サンプラザ 他）司会
- 民音公演『東方歌舞団』（ゆうぽうと 他）司会

### CM・ポスター
- KDDI
- ソシエ
- アナタス
- アメリカンファミリー
- 総務庁 『さわやか行政サービス』
- 国税庁 『確定申告』

### テレビCM
- ハウス食品
- 郵政省 『かんぽの宿』
- 朝日山
- 斎久工業
- サンベルナール
- めいほうグループ

### ラジオ
- 東海ラジオ 『ラジオカーボーイ』
- ラジオ関西 『World Just Now』